# Northampton County, North Carolina
Northampton County är ett administrativt område i delstaten North Carolina, USA, med 22 099 invånare. Den administrativa huvudorten (county seat) är Jackson. 

## Geografi
Enligt United States Census Bureau har countyt en total area på 1 427 km². 1 391 km² av den arean är land och 36 km² är vatten. 

### Angränsande countyn
- Greensville County, Virginia - norr
- Southampton County, Virginia - nordost
- Hertford County - öster
- Bertie County - sydost
- Halifax County - sydväst
- Warren County - nordväst
- Brunswick County, Virginia - nord-nordväst